# Tyrinthia capillata
Tyrinthia capillata är en skalbaggsart som beskrevs av Bates 1866. Tyrinthia capillata ingår i släktet Tyrinthia och familjen långhorningar. Inga underarter finns listade i Catalogue of Life.